# 京浜運河

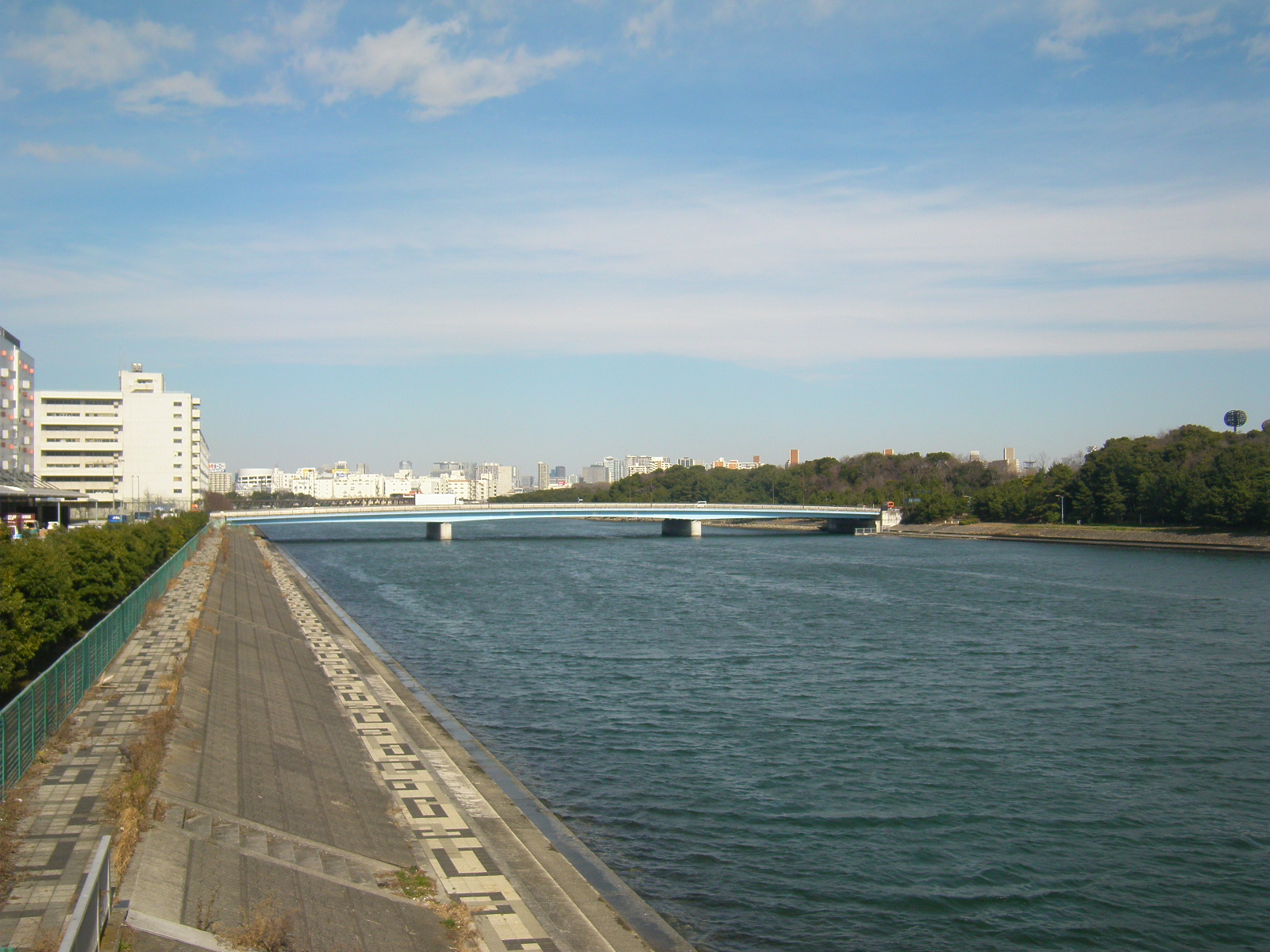
京浜運河と新平和橋（2009年2月）

京浜運河（けいひんうんが）は、東京都港区田町付近より品川区、大田区、神奈川県川崎市を経て横浜市鶴見区大黒埠頭まで続く運河の総称。

## 概要
東京都大田区羽田空港、多摩川河口を挟んで北側（東京都側）と南側（神奈川県側）に分かれている。北側はレインボーブリッジ付近から天王洲アイル、大井競馬場、昭和島付近を通り羽田空港へ続く。南側は川崎港から大師運河、塩浜運河、池上運河、田辺運河との合流地点を通り、鶴見川河口の京浜港付近まで。途中、運河のすぐ脇に海芝浦駅がある。南側運河の方が北側運河より幅広である。南側運河の東側は、すべて人工島である。

## 歴史
関東大震災後東京-横浜間の海上輸送の重要性が高まり、内務省の臨時港湾調査会が1927年（昭和2年）10月に開削計画を決定。埋立地造成と共に運河を開削することとなった。計画では多摩川河口沖を経て1本の運河となる予定だった（現在は羽田空港などがある）。

## 橋梁
- 港南橋
- 品川埠頭橋
- 大井水管橋
- 大井北埠頭橋
- 八潮橋
- かもめ橋
- 勝島橋
- 新平和橋
- 大和大橋